# Corynoptera bispinulosa
Corynoptera bispinulosa är en tvåvingeart som beskrevs av Werner Mohrig och Dimitrova 1992. Corynoptera bispinulosa ingår i släktet Corynoptera och familjen sorgmyggor.
Artens utbredningsområde är Bulgarien. Inga underarter finns listade i Catalogue of Life.